# 32e cérémonie des Golden Globes
La 32e cérémonie des Golden Globes a eu lieu le 25 janvier 1975, récompensant les films et séries diffusés en 1974 et les professionnels s'étant distingués cette année-là.

## Palmarès
Les lauréats sont indiqués ci-dessous en premier de chaque catégorie et en caractères gras.

### Cinéma

#### Meilleur film dramatique
- Chinatown
  - Conversation secrète (The Conversation)
  - Tremblement de terre (Earthquake)
  - Le Parrain 2 (Mario Puzo's The Godfather: Part II)
  - Une femme sous influence (A Woman Under the Influence)

#### Meilleur film musical ou comédie
- Plein la gueule (The Longest Yard)
  - Spéciale Première (The Front Page)
  - Harry et Tonto (Harry and Tonto)
  - Le Petit Prince (The Little Prince)
  - Les Trois Mousquetaires (The Three Musketeers)

#### Meilleur réalisateur
- Roman Polanski pour Chinatown
  - John Cassavetes pour Une femme sous influence (A Woman Under the Influence)
  - Francis Ford Coppola pour Conversation secrète (The Conversation)
  - Francis Ford Coppola pour Le Parrain 2 (Mario Puzo's The Godfather: Part II)
  - Bob Fosse pour Lenny

#### Meilleur acteur dans un film dramatique
- Jack Nicholson pour le rôle de J.J. "Jake" Gittes dans Chinatown
  - James Caan pour le rôle d'Axel Freed dans Le Flambeur (The Gambler)
  - Gene Hackman pour le rôle de Harry Caul dans Conversation secrète (The Conversation)
  - Dustin Hoffman pour le rôle de Lenny Bruce dans Lenny
  - Al Pacino pour le rôle de Michael Corleone dans Le Parrain 2 (Mario Puzo's The Godfather: Part II)

#### Meilleure actrice dans un film dramatique
- Gena Rowlands pour le rôle de Mabel Longhetti dans Une femme sous influence (A Woman Under the Influence)
  - Ellen Burstyn pour le rôle d'Alice Hyatt dans Alice n'est plus ici (Alice Doesn't Live Here Anymore)
  - Faye Dunaway pour le rôle de Evelyn Mulwray dans Chinatown
  - Valerie Perrine pour le rôle de Honey Bruce dans Lenny
  - Liv Ullmann pour le rôle de Marianne dans Scènes de la vie conjugale (Scener ur ett äktenskap)

#### Meilleur acteur dans un film musical ou une comédie
- Art Carney pour le rôle de Harry Coombes dans Harry et Tonto (Harry and Tonto)
  - James Earl Jones pour le rôle de Roop dans Claudine
  - Jack Lemmon pour le rôle de Hildy Johnson dans Spéciale Première (The Front Page)
  - Walter Matthau pour le rôle de Walter Burns dans Spéciale Première (The Front Page)
  - Burt Reynolds pour le rôle de Paul Crewe dans Plein la gueule (The Longest Yard)

#### Meilleure actrice dans un film musical ou une comédie
- Raquel Welch pour le rôle de Constance Bonacieux dans Les Trois Mousquetaires (The Three Musketeers)
  - Lucille Ball pour le rôle de Mame Dennis dans Mame
  - Diahann Carroll pour le rôle de Claudine dans Claudine
  - Helen Hayes pour le rôle de Mrs Grandma Steinmetz dans Un nouvel amour de Coccinelle (Herbie Rides Again)
  - Cloris Leachman pour le rôle de Frau Blücher dans Frankenstein Junior (Young Frankenstein)

#### Meilleur acteur dans un second rôle
- Fred Astaire pour le rôle de Harlee Clairborne dans La Tour infernale (The Towering Inferno)
  - Eddie Albert pour le rôle de Warden Rudolph Hazen dans Plein la gueule (The Longest Yard)
  - Bruce Dern pour le rôle de Tom Buchanan dans Gatsby le Magnifique (The Great Gatsby)
  - John Huston pour le rôle de Noah Cross dans Chinatown
  - Sam Waterston pour le rôle de Nick Carraway dans Gatsby le Magnifique (The Great Gatsby)

#### Meilleure actrice dans un second rôle
- Karen Black pour le rôle de Myrtle Wilson dans Gatsby le Magnifique (The Great Gatsby)
  - Beatrice Arthur pour le rôle de Vera Charles dans Mame
  - Jennifer Jones pour le rôle de Lisolette Mueller dans La Tour infernale (The Towering Inferno)
  - Madeline Kahn pour le rôle d'Elizabeth dans Frankenstein Junior (Young Frankenstein)
  - Diane Ladd pour le rôle de Flo dans Alice n'est plus ici (Alice Doesn't Live Here Anymore)

#### Meilleur scénario
- Chinatown – Robert Towne
  - Conversation secrète (The Conversation) – Francis Ford Coppola
  - Le Parrain 2 (Mario Puzo's The Godfather: Part II) – Francis Ford Coppola et Mario Puzo
  - La Tour infernale (The Towering Inferno) – Stirling Silliphant
  - Une femme sous influence (A Woman Under the Influence) – John Cassavetes

#### Meilleure chanson originale
- "Benji's Theme (I Feel Love)" interprétée par Charlie Rich – Benji
  - "I Never Met a Rose" interprétée par Richard Kiley – Le Petit Prince (The Little Prince)
  - "On and On" interprétée par Gladys Knight & The Pips – Claudine
  - "Sail the Summer Winds" interprétée par Lyn Paul – The Dove
  - "We May Never Love Like This Again" interprétée par Maureen McGovern – La Tour infernale (The Towering Inferno)

#### Meilleure musique de film
- Le Petit Prince (The Little Prince) – Alan Jay Lerner et Frederick Loewe
  - Chinatown  – Jerry Goldsmith
  - Tremblement de terre (Earthquake) – John Williams
  - Le Parrain 2 (Mario Puzo's The Godfather: Part II) – Nino Rota
  - Phantom of the Paradise  – Paul Williams

#### Meilleur film étranger
- Scènes de la vie conjugale (Scener ur ett äktenskap) •  Suède
  - Lacombe Lucien •  France
  - Les Aventures de Rabbi Jacob •  France
  - L'Apprentissage de Duddy Kravitz (The Apprenticeship of Duddy Kravitz) •  Canada
  - Amarcord •  Italie

#### Golden Globe du meilleur documentaire
La récompense avait déjà été décernée.
- Kalahari (Animals Are Beautiful People)
  - Birds Do It, Bees Do It
  - Le Cœur et l'esprit (Hearts and Minds)
  - Un danseur: Rudolph Nureyev
  - Janis Joplin

#### Golden Globe de la révélation masculine de l'année
La récompense avait déjà été décernée.
- Joseph Bottoms pour le rôle de Robin Lee Graham dans The Dove
  - James Hampton pour le rôle de Caretaker Farrell dans Plein la gueule (The Longest Yard)
  - Lee Strasberg pour le rôle de Hyman Roth dans Le Parrain 2 (Mario Puzo's The Godfather: Part II)
  - Steven Warner pour le rôle du Petit Prince dans Le Petit Prince (The Little Prince)
  - Sam Waterston pour le rôle de Nick Carraway dans Gatsby le Magnifique (The Great Gatsby)

#### Golden Globe de la révélation féminine de l'année
La récompense avait déjà été décernée.
- Susan Flannery pour le rôle de Lorrie dans La Tour infernale (The Towering Inferno)
  - Julie Gholson pour le rôle de Mary Call dans Where the Lilies Bloom
  - Valerie Harper pour le rôle de la femme de Bean dans Les Anges Gardiens (Freebie and the Bean )
  - Helen Reddy pour le rôle de la sœur Ruth dans 747 en péril (Airport 1975)
  - Ann Turkel pour le rôle de Buffy dans Refroidi à 99% (99 and 44/100% Dead)

### Télévision
Note : le symbole « ♕ » rappelle le gagnant de l'année précédente (si nomination).

#### Meilleure série dramatique
- Maîtres et Valets (Upstairs/Downstairs)
  - Kojak
  - Columbo
  - Les Rues de San Francisco (The Streets Of San Francisco)
  - Police Story
  - La Famille des collines (The Waltons)

#### Meilleure série musicale ou comique
- Rhoda
  - All in the Family
  - The Carol Burnett Show
  - Maude
  - The Mary Tyler Moore Show

#### Meilleur acteur dans une série dramatique
- Telly Savalas pour le rôle du Lt. Theo Kojak dans Kojak
  - Peter Falk pour le rôle du Lt. Columbo dans Columbo
  - Mike Connors pour le rôle de Joe Mannix dans Mannix
  - Michael Douglas pour le rôle de l'Inspecteur Steve Keller dans Les Rues de San Francisco (The Streets Of San Francisco)
  - Richard Thomas pour le rôle de John «Boy» Walton dans La Famille des collines (The Waltons)

#### Meilleure actrice dans une série dramatique
- Angie Dickinson pour le rôle de Suzanne «Pepper» Anderson dans Sergent Anderson (Police Woman)
  - Michael Learned pour le rôle d'Olivia «Livie» Walton dans La Famille des collines (The Waltons)
  - Lee Meriwether pour le rôle de Betty Jones dans Barnaby Jones
  - Jean Marsh pour le rôle de Rose Buck dans Maîtres et Valets (Upstairs/Downstairs)
  - Teresa Graves pour le rôle de Christie Love dans Get Christie Love! (en)

#### Meilleur acteur dans une série musicale ou comique
- Alan Alda pour le rôle de Benjamin Pierce dans M*A*S*H
  - Carroll O'Connor pour le rôle d'Archie Bunker dans All in the Family
  - Bob Newhart pour le rôle de Dick Loudon dans The Bob Newhart Show
  - Redd Foxx pour le rôle de Fred G. Sanford dans Sanford and Son
  - Edward Asner pour le rôle de Lou Grant dans The Mary Tyler Moore Show

#### Meilleure actrice dans une série musicale ou comique
- Valerie Harper pour le rôle de Rhoda Morgenstern Gerard dans Rhoda
  - Carol Burnett pour le rôle de plusieurs personnages dans The Carol Burnett Show
  - Mary Tyler Moore pour le rôle de Mary Richards dans The Mary Tyler Moore Show
  - Esther Rolle pour le rôle de Florida Evans dans Good Times
  - Jean Stapleton pour le rôle d'Edith Bunker dans All in the Family

#### Meilleur acteur dans un second rôle dans une série, une mini-série ou un téléfilm
- Harvey Korman pour le rôle de plusieurs personnages dans The Carol Burnett Show
  - Jimmie Walker pour le rôle de James Evans dans Good Times
  - Whitman Mayo pour le rôle de Grady Wilson dans Sanford and Son
  - Will Geer pour le rôle de Zebulon Walton dans La Famille des collines (The Waltons)
  - Gavin MacLeod pour le rôle de Murray Slaughter dans The Mary Tyler Moore Show

#### Meilleure actrice dans un second rôle dans une série, une mini-série ou un téléfilm
- Betty Garrett pour le rôle d'Irene Lorenzo dans All in the Family
  - Ellen Corby pour le rôle d'Esther Walton dans La Famille des collines (The Waltons)
  - Vicki Lawrence pour le rôle de Brenda Morgenstern dans The Carol Burnett Show
  - Nancy Walker pour le rôle d'Ida Morgenstern dans McMillan (série télévisée) (McMillan & Wife)
  - Julie Kavner pour le rôle de Brenda Morgenstern dans Rhoda

### Cecil B. DeMille Award
- Hal B. Wallis

### Miss Golden Globe
- Melanie Griffith

### Henrietta Award
Récompensant un acteur et une actrice.
- Barbra Streisand
- Robert Redford

## Récompenses et nominations multiples

### Nominations multiples

#### Cinéma
7 : Chinatown
6 : Le Parrain 2
5 : La Tour infernale
4 : Conversation secrète, Une femme sous influence, Plein la gueule, Le Petit Prince, Gatsby le Magnifique
3 : Spéciale Première
2 : Tremblement de terre, Harry et Tonto, Les Trois Mousquetaires, Alice n'est plus ici, Scènes de la vie conjugale, Mame, Frankenstein Junior, The Dove

#### Télévision
5 : La Famille des collines
4 : All in the Family, The Carol Burnett Show, The Mary Tyler Moore Show
3 : Rhoda
2 : Maîtres et Valets, Kojak, Columbo, Les Rues de San Francisco, Sanford and Son, Good Times

#### Personnalités
4 : Francis Ford Coppola
2 : John Cassavetes, Sam Waterston, Valerie Harper

### Récompenses multiples

#### Cinéma
4 / 7 : Chinatown
2 / 5 : La Tour infernale

#### Télévision
2 / 3 : Rhoda

#### Personnalités
Aucune

### Les grands perdants

#### Cinéma
0 / 6 : Le Parrain 2

#### Télévision
0 / 5 : La Famille des collines